# گریگوری واسون
گریگوری واسون (به انگلیسی: Gregory Wasson) (زاده ۱۹۵۸) کارآفرین، بازرگان و مدیر اجرایی آمریکایی است، که در حال حاضر به‌عنوان مدیرعامل شرکت والگرینز فعالیت می‌کند.